# Hugo Ovelar
Hugo Ovelar (Concepción, 21 de fevereiro de 1971) é um ex-futebolista paraguaio que atuava como atacante.

## Carreira
Hugo Ovelar integrou a Seleção Paraguaia de Futebol na Copa América de 1997 e 1999.